# جون ميتغود
جون ميتغود (بالهولندية: John Metgod)‏، من مواليد 27 فبراير 1958، لاعب كرة قدم هولندي سابق، ومدرب كرة قدم هولندي.
لعب مع منتخب هولندا لكرة القدم.

## مسيرته الكروية
لعب جون ميتغود خلال مسيرته الاحترافية مع 6 أندية في تسعة عشر موسمًا وسجل خلالها 55 هدفًا ضمن 568 مباراة. حيث فاز في ستة مواسم بالكأس وفي موسمين بالدوري.
خاض جون ميتغود مسيرته مع نادي هارلم في موسم 1975–76 لمدة موسم واحد، مشاركًا في 32 مباراة سجل خلالها هدفًا واحدًا. ثم انتقل إلى نادي إي زد ألكمار في موسم 1976–77 ليلعب معه ستة مواسم، حيث شارك في 195 مباراة سجل خلالها 25 هدفًا. لينتقل بعدها إلى نادي ريال مدريد في موسم 1982–83 ولمدة موسمين، مشاركًا في 49 مباراة سجل خلالها هدفًا واحدًا. ثم انتقل إلى نادي نوتينغهام فورست في موسم 1984–85 واستمر معه طيلة ثلاثة مواسم، مشاركًا في 116 مباراة سجل خلالها 15 هدفًا. هذا وانتقل لاحقًا إلى نادي توتنهام هوتسبير في موسم 1987–88 لمدة موسم واحد، مشاركًا في 12 مباراة ولم يسجل أي هدف. ثم انتقل بعدها إلى نادي فاينورد في موسم 1988–89 ليلعب معه ستة مواسم، مشاركًا في 164 مباراة سجل خلالها 13 هدفًا.

## روابط خارجية
- جون ميتغود على موقع الاتحاد الأوربي (الإنجليزية)
- جون ميتغود على موقع قاعدة بيانات كرة القدم.إي يو (الإنجليزية)
- جون ميتغود على موقع ناشيونال فوتبول تيمز (الإنجليزية)
- جون ميتغود على موقع عالم كرة القدم.نت (الإنجليزية)
- جون ميتغود على موقع كووورة